# 馬顧澤
馬顧澤（1530年—？），字晬卿，直隸蘇州府長洲縣民籍，吳縣人，明朝政治人物。

## 生平
初從母姓顧，名潤澤。嘉靖三十四年（1555年）應天府鄉試第十五名。嘉靖四十一年（1562年）壬戌科會試第二十三名，第二甲第四十五名進士。自工部主事迁刑部署员外郎，累官刑部湖广司郎中，隆慶四年（1570年）十二月奉命慮囚北直隶，萬曆元年（1573年）三月升湖广副使，因考察调简。七年六月補雲南副使，九年十月升山東右参政。

## 家族
曾祖馬昇；祖父馬文毓；父馬寅（1506年-1584年），字汝威，號怡蓮，封刑部湖广司郎中。母顧氏；繼母易氏。具庆下。弟顾洲、顾淵。